# 高楠公路
高楠公路（Gaonan Highway）是台灣南部一條南北向道路，全線位於高雄市楠梓區、仁武區境內，是北高雄的南北向重要幹道。高楠公路屬於省道系統，編號台1線，北起接橋頭區成功南路，南至仁武區、左營區交界續行民族一路往高雄市區。是楠梓區、仁武區往來橋頭、岡山與高雄市區的重要道路。

## 行經行政區域
（由北至南）
- 楠梓區
- 仁武區

## 沿線設施
（由北至南）
- 青埔溝童玩生態公園
- 高雄都會公園
- 高楠公路公有停車場
- 高雄捷運都會公園站
- 台灣血液基金會高雄捐血中心
- 7-ELEVEN惠心門市
- 萊爾富便利商店高市陸橋店
- 車頭寮代天府
- 楠梓陸橋
- 楠陽路陸橋
- 台灣中油楠梓站
- 金屬工業研究發展中心
- 台糖加油站民族二站
- 統一速達南部轉運中心
- 南台灣客運總部
- 台糖加油站民族三站
- 台灣時報高雄印報廠
- 台灣高鐵左營基地（接高鐵路可以到高鐵左營站）
- 台糖加油站高鐵站
- 台灣優力民族加油站

## 公車資訊
- 港都客運
  - 7 加昌站－樹德科技大學－高雄師範大學燕巢校區
  - 29 左營南站－捷運都會公園站－楠梓區公所
- 南台灣客運
  - 28 加昌站－楠梓區公所－高雄車站（建國路）
  - 301 加昌站－高雄車站（建國路）
  - 301區間 加昌站－博愛路口（漢神巨蛋）
  - 紅58 捷運都會公園站－國立高雄科技大學第一校區－燕巢區公所
  - 紅60 高鐵左營站－仁武－大社－加昌站
- 高雄客運
  - 97 捷運都會公園站－樹德科技大學－高雄師範大學燕巢校區
  - 8023 建國站－楠梓－旗山北站
  - 8023區間 捷運都會公園站－楠梓－旗山北站
  - 8041C 鳳山－澄清湖－岡山－茄萣站
  - 8046A 高鐵左營站－文藻外語大學－岡山－路竹－嘉南藥理大學－台南火車站
  - 8046B 高鐵左營站－岡山－路竹－嘉南藥理大學－台南火車站
  - 8048 捷運都會公園站－楠梓－屏東轉運站
  - 8049 崗山頭－岡山－楠梓－澄清湖－高雄客運鳳山站

## 公共自行車
- 高雄市公共自行車租賃系統：
  - 捷運都會公園站(4號出口)：高楠公路/監理南街(南側人行道)
  - 捷運都會公園站(3號出口)：高楠公路1858號旁
  - 高楠惠心街口：高楠公路/惠心街(東北側)